# Viver de Segarra
Viver de Segarra es una localidad española del municipio de Sant Ramon, perteneciente a la provincia de Lérida, en la comunidad autónoma de Cataluña.

## Historia
Hacia mediados del siglo XIX, el lugar, por entonces perteneciente a Portell, tenía contabilizada una población de 42 habitantes. Aparece descrito en el decimosexto volumen del Diccionario geográfico-estadístico-histórico de España y sus posesiones de Ultramar de Pascual Madoz de la siguiente manera:

VIVÉR ó VIVÉ: l. en la prov. de Lérida (10 leg.), part. jud. de Cervera (2), dióc. de Solsona (7), aud. terr. y c. g. de Barcelona (12), ayunt. de Portéll. sit. en una pequeña altura; su clima es frio pero sano. Tiene 21 casas; igl. parr. (la Virgen de Agosto) servida por un cura; cementerio, y buenas aguas potables. Confina N. Iborra; E. Portell; S. Guspí, y O. Concabella. El terreno es de mediana calidad. Los caminos son locales: la correspondencia se recibe de Cervera. prod.: trigo, centeno, legumbres y pastos; cria ganado lanar y vacuno, y caza de perdices, conejos y liebres. pobl.: 8 vec., 42 alm. cap. imp.: 13,253 rs. contr. el 14'48 por 100 de esta riqueza.
(Madoz, 1850, p. 357)

En la actualidad pertenece al municipio de Sant Ramon. En 2022, tenía empadronados 20 habitantes.